# Richard Jomshof
Richard Johannes Jomshof, tidigare Johansson och Lohikoski, född 6 juli 1969 i Helsingborg (Gustav Adolf) i Malmöhus län, är en svensk politiker (sverigedemokrat) och lärare. Han är ordinarie riksdagsledamot sedan 2010, invald för Blekinge läns valkrets (sedan 2014, dessförinnan invald för Gävleborgs läns valkrets). Han var Sverigedemokraternas partisekreterare 2015–2022, och var ordförande i riksdagens justitieutskott  2022–2025.

## Biografi
Jomshof hette ursprungligen Lohikoski efter sin far som  invandrade till Sverige från Finland på 1960-talet. Han är utbildad gymnasielärare i samhällskunskap, historia, geografi och psykologi vid Malmö högskola. Han har tidigare förlorat sina anställningar och vid några tillfällen inte fått lärartjänster på grund av sina politiska åsikter.
Vid sidan av politiken ägnar sig Jomshof åt musik och var tidigare medlem i syntpopgruppen Elegant Machinery.

## Politisk karriär
I mitten av 1980-talet var Jomshof medlem i Moderata ungdomsförbundet. År 1990 engagerade han sig i Framstegspartiet i Helsingborg, som då leddes av Tony Wiklander (sedermera vice partiledare i SD). Han var aktiv i Sverigedemokratisk ungdom som ordförande för SDU-Syd och ledamot i förbundsstyrelsen från åtminstone 1998. Han blev enligt egen utsago medlem i Sverigedemokraterna 1999.
Under studietiden vid Lunds universitet lärde Jomshof känna Jimmie Åkesson, Björn Söder och Mattias Karlsson. De kom att kallas "De fyras gäng" när de blev en maktgruppering inom Sverigedemokraterna. Med tiden tog de över partiet och avgjorde dess inriktning. Mellan 1999 och sommaren 2009 var Jomshof chefredaktör för SD-Kuriren, där han efterträddes av Tommy Hansson. Jomshof valdes in i Sverigedemokraternas partistyrelse första gången 2001 och uppbär fortfarande posten.
Efter Sverigedemokraternas framgångar i kommunal- och landstingsvalen 2006 blev Jomshof politiker på heltid.
Han har varit ordförande för Sverigedemokraternas distrikt i Blekinge län och i Karlskrona kommun.
I Europaparlamentsvalet 2009 kandiderade Jomshof för Sverigedemokraterna på trettonde plats. I kyrkovalet 2009 i Blekinge var han som enda sverigedemokrat kandidat till kyrkomötet i Lunds stift.  I riksdagsvalet 2010 kandiderade Jomshof på plats nummer 8 på Sverigedemokraternas riksdagslista, och blev invald i riksdagen.
I november 2012 efterträdde han under en tid Kent Ekeroth som Sverigedemokraternas rättspolitiska talesperson, för att senare bli ansvarig för partiets informationsfrågor. Den 26 januari 2015 blev han utsedd till Sverigedemokraternas partisekreterare. 2021 utsågs Jomshof till utbildningspolitisk talesperson.
Efter riksdagsvalet 2022 och Tidöavtalet med Moderaterna, Kristdemokraterna och Liberalerna blev Jomshof ordförande i riksdagens justitieutskott från 4 oktober 2022.
Efter att Jomshof i juli 2023 kallat profeten Muhammed för massmördare och slavhandlare framställde Socialdemokraterna, Vänsterpartiet, Centerpartiet och Miljöpartiet tillsammans krav på att Jomshof skulle avgå som ordförande i justitieutskottet. Vid justitieutskottets första sammanträde efter sommaruppehållet 2023 ställde sig dock regeringspartierna bakom Jomshof som ordförande och han behöll därmed sin roll i utskottet. En av moderaternas utskottsledamöter avfärdade det hela för "inrikespolitiskt tjafs".
I september 2024 blev Jomshof delgiven misstanke om hets mot folkgrupp efter att han delat två islamkritiska satirteckningar på X, vilket han själv gick ut med i en intervju i Kvartal. Som en följd av det valde han att tillfälligt kliva av sin roll som ordförande i justitieutskottet. Den 25 september 2024 valde chefsåklagaren på särskilda åklagarkammaren att lägga ner förundersökningen. Jomshof återgick då till sin post som utskottsordförande.
Jomshof meddelade den 10 februari 2025 sin avgång som ordförande i justitieutskottet, som en följd av att han framfört kritik mot Tidöpartiernas förslag om att förbjuda vissa halvautomatiska vapen. Han skrev på sociala medier att han inte var villig att lotsa igenom ett omarbetat förslag i utskottet och att han därför beslutat att avgå som ordförande.

## Politiska åsikter

### Uttalanden om islam
Richard Jomshof har vid flera tillfällen fått medial uppmärksamhet för sina kritiska uttalanden om islam, som av hans kritiker betecknats som rasistiska och/eller islamofobiska.
I ett anförande i Sveriges riksdag den 16 oktober 2013 hävdade Jomshof att islam, till skillnad från kristendomen, är omoralisk och våldsbejakande. I samma anförande jämförde Jomshof islam med nazism och hävdade att religionen inte är kompatibel med fred och jämställdhet i ett demokratiskt samhälle.
I SVT-programmet Sverige möts den 9 mars 2021 kallade Jomshof islam för en ”avskyvärd religion". Hans uttalande mötte hård kritik av bland andra Sveriges dåvarande statsminister Stefan Löfven och Moderaternas partiledare Ulf Kristersson. Jomshof stod fast vid uttalandet och sade att det hade vantolkats.
I en intervju med Aftonbladet som publicerades den 22 januari 2024 sade sig Jomshof vara öppen för att begränsa muslimska symboler i det offentliga rummet, i likhet med förbudet mot att offentligt bära hakkors. Han hävdade att de muslimska symbolerna representerar något farligt och dåligt. Representanter för Centerpartiet betecknade uttalandena som rasistiska.

### Övriga politiska ställningstaganden
Jomshof har angett Winston Churchill och Dalai lama som sina politiska förebilder. Han har uppgett sina viktigaste politiska frågor vara hårdare straff, kampen mot ett mångkulturellt samhälle, förstatligande av skolan, begränsa antalet friskolor, ny kärnkraft, färre flyktingar till Sverige samt utträde ur EU. Han uppger sig stå något till höger politiskt. Han har av bedömare pekats ut som en företrädare för den så kallade "särartslinjen" i Sverigedemokraterna, med vilket menas att slå vakt om partiets unika identitet och att fortsätta att förflytta samhällsdebatten.